# Ecnomiohyla miotympanum
El calate (Rheohyla tympanum) es una especie de anfibio anuro de la familia Hylidae. Esta rana es nativa de México particularmente de la zona serrana del centro del estado de Veracruz, aunque se extiende desde la zona central de Nuevo León por la Sierra Madre Oriental, también se puede encontrar en el sur de Veracruz, en la zona norcentral de Oaxaca y el norte de Chiapas.
Las hembras miden un máximo de 3.9 centímetros y los machos de 3.1 centímetros. Es una especie nocturna que habita principalmente en los bosques de encino.

## Distribución geográfica y hábitat
Es endémica de México. Su rango altitudinal oscila entre 1000 y 2282 m s. n. m..